# Егоровка (Пичаевский район)
Его́ровка — село в Пичаевском районе Тамбовской области России. Входит в состав Егоровского сельсовета.

## География
Село находится на берегу реки Пичаевка, на расстоянии 5 км к северо-западу от села Пичаево, административного центра района, и 79 км к северо-востоку от города Тамбов, административного центра области.

### Часовой пояс
Село Егоровка, как и вся Тамбовская область, находится в часовой зоне МСК (московское время). Смещение применяемого времени относительно UTC составляет +3:00.

## История
До 2019 года село являлось административным центром Егоровского сельсовета.

## Население
| 2002 | 2010 |
| ---- | ---- |
| 340  | ↘301 |

### Национальный состав
Согласно результатам переписи 2002 года, в национальной структуре населения русские составляли 99 % из 340 чел.